# پلزنت ویو (پنسیلوانیا)
پلیزنت ویو (به انگلیسی: Pleasant View) یک منطقهٔ مسکونی در ایالات متحده آمریکا است که در شهرستان آرمسترانگ، پنسیلوانیا واقع شده‌است. پلیزنت ویو ۷۸۰ نفر جمعیت دارد و ۳۰۲٫۹۷ متر بالاتر از سطح دریا واقع شده‌است.